# 16107 Chanmugam
16107 Chanmugam (1999 WQ2) là một tiểu hành tinh vành đai chính được phát hiện ngày 27 tháng 11 năm 1999 bởi W. Cooney ở Baton Rouge.